# Perth Glory (Frauenfußball)
Die Perth Glory Women sind das Frauenfußballteam des australischen Fußballvereins Perth Glory FC aus Perth, Western Australia. Das Profiteam wurde 2008 gegründet und spielt in der W-League, der höchsten Frauenfußballliga des Landes.

## Geschichte

### 2008/09 – Gründung und erste Saison
Als der australische Fußballdachverband (FFA) 2008 die erste Frauenprofiliga, die W-League, gründete, stellte der Perth Glory FC zeitgleich sein Frauenteam auf. Als Trainerin wurde Nicola Williams verpflichtet und das Team startete als eine der acht Gründungsmannschaften in die erste Spielzeit der W-League. Nach nur drei Siegen, zwei Unentschieden und fünf Niederlagen endete die Saison für das Team auf dem vorletzten siebten Platz.

### 2009 – Zweite Saison
Zur neuen Saison 2009 wechselt das Traineramt an John Gibson. Das Team erreichte am Saisonende den sechsten Tabellenplatz und verpasste somit den Einzug in die W-League-Play-offs.

### 2010/11 – Dritte Saison
Auch in der dritten Spielzeit in der W-League kam das Frauenteam nicht über einen fünften Tabellenplatz am Ende der Saison hinaus. Die Play-offs wurden erneut verpasst.

### 2011/12 – Vierte Saison
Vor der Saison 2011/12 verließ John Gibson das Traineramt. Als neuer Trainer wurde der ehemalige australische A-League-Spieler Jamie Harnwell verpflichtet. Mit zwei Siegen und acht Niederlagen landete das Team auf dem vorletzten Tabellenplatz am Ende der Spielzeit.

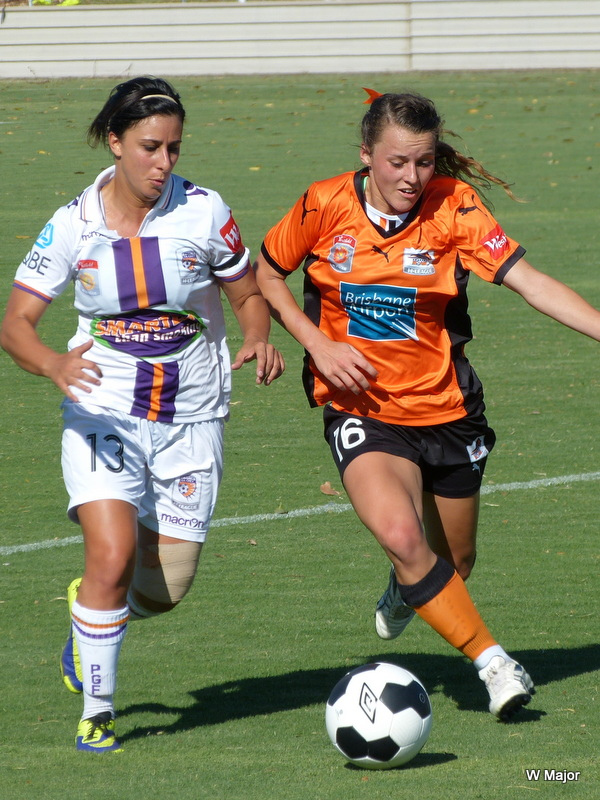
Elisa D’Ovidio (links) und Hayley Raso (rechts), 12. Januar 2014

### 2012/13 – Fünfte Saison
Unter Trainer Jamie Harnwell erreichte das Team am Ende der Saison 2012/13 den zweiten Tabellenplatz und zog somit, als eines der vier bestplatzierten Teams in der Tabelle, erstmals in die Play-offs der W-League ein. Nach einem 1:1 n. V. verlor das Team im Elfmeterschießen mit 3:4 das Halbfinale gegen Melbourne Victory und verpasste so den Einzug in das Grand Final.

### 2013/14 – Sechste Saison
In der sechsten Spielzeit erreichte das Team den fünften Tabellenplatz und verpasste somit knapp den Einzug in die Play-offs.

### 2014 – Siebte Saison
Die siebte Saison der W-League wurde die bisher erfolgreichste Spielzeit für den Verein. Mit zehn Siegen und nur zwei Niederlagen wurden das Team am Ende der Saison Tabellenerster und gewann zum ersten Mal die W-League-Premiership. In den anschließenden Playoffs gewann Perth Glory gegen den Sydney FC im Halbfinale mit 3:0. Im Grand Finale verlor das Team mit einer 3:1-Niederlage gegen den Canberra United FC und verpasste das Double.